# Desastre dos fogos de artifício de Sungai Kolok
O desastre dos fogos de artifício de Sungai Kolok foi uma explosão catastrófica de fogos de artifício ocorrida em 13 de maio de 2000 em Sungai Kolok, Tailândia, que resultou na morte de pelo menos 10 pessoas e ferimentos em pelo menos 118, além de destruir pelo menos 200 residências e estabelecimentos comerciais.